# Zdenka Živković
Zdenka Živković (rozená Kortusová, v srbské cyrilici Зденка Живковић; 15. října 1921, Stachy – 12. dubna 2011, Bělehrad, Srbsko) byla malířka, konzervátorka, restaurátorka fresek a čestná předsedkyně české Besedy Bělehrad, původem Češka žijící v Srbsku. Za svůj život zdokumentovala a zkopírovala velkou část středověkých fresek srbských klášterů a dalších významných staveb.

## Biografie
Zdenka Kortusová se narodila dne 15. října 1921 ve vesnici Bláhov u Stachů v podhůří Šumavy. Na území tehdejšího Československa dokončila první dva ročníky základní školy a potom v roce 1930 s rodinou odcestovala do Bělehradu. Její otec tehdy pracoval na interiérech budovy tehdejší skupštiny jugoslávského království. Do školy dále chodila v Bělehradě (do tzv. Masarykovy školy, která působila v rámci Českého domu). Poté se stala členkou Klubu československé mládeže, který sloužil pro další podporu a rozvoj české kultury na území Království SHS.
Po druhé světové válce studovala na bělehradské Akademii výtvarných umění ve třídě pod vedením Nedeljka Gvozdenoviće. Studia dokončila v roce 1948. Poté se věnovala kopírováním fresek společně se svým manželem Branislavem. Spolu s francouzským týmem připravovali vytvoření muzea fresek a vystavovala na velké výstavě v Paříži v roce 1951. Živković měla možnost spolupracovat s francouzským týmem a naučit se zcela nové metody pro překreslování středověkých fresek, které nebyly v tehdejší Jugoslávii ještě známé. Používala středověký pigment namísto tehdy rozšířených barviv. Tím se podstatným způsobem zvýšila míra věrohodnosti těchto kopií. Účastnila se otevřené, konzervaci a restauraci maleb na stěnách chrámu Bohorodičky Ljevišské v Prizrenu a kostela sv. Spasa v Prizrenu, kde vytvořila i rozsáhlou konzervátorskou i fotodokumentaci.
Pracovala především pro Galerii fresek. Založila a řídila také malířský ateliér, kde se spolu s Nadou Komnenović-Antić zasloužila na výstavbě nového skladu s novým systémem pro úschovu kopií fresek. Po práci v Prizrenu a v klášteru Visoki Dečani se věnovala kopírování fresek v klášteru Kalenić). V roce 1959 pracovala na kopírování nástěných maleb kláštera Rudenica, dále kostela v Bijelé v Boce Kotorské (1959) a v klášteře Manasija (1960–1962, 1964). Pracovala pro Ústav pro ochranu kulturního dědictví SR Srbska.

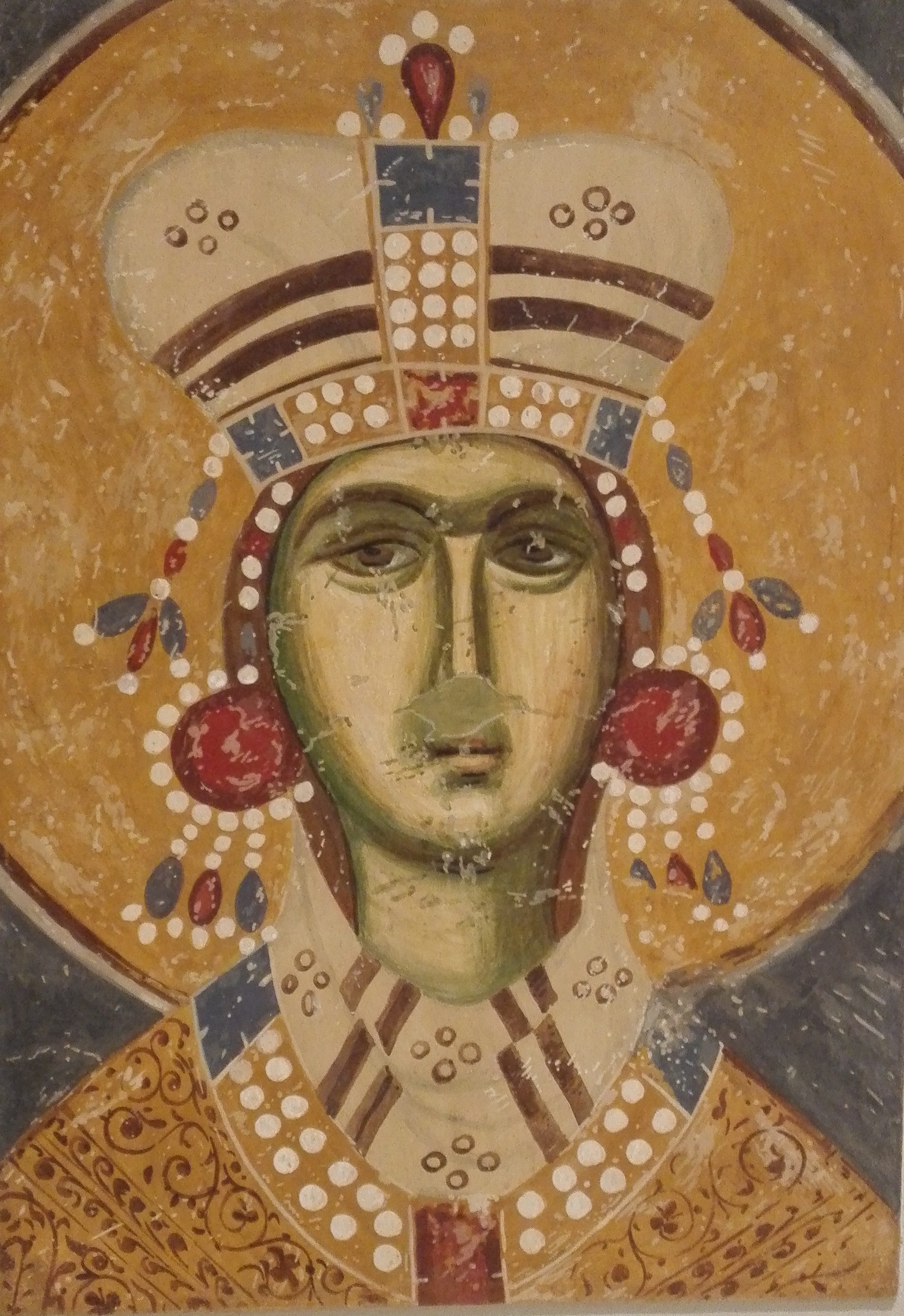
Jedna z fresek z kostela sv. Bohorodičky Ljevišské z Prizrenu, kterou kopírovala Zdenka Živković.

V rámci Galerie fresek se věnovala dvěma poměrně významným projektům. První se zabýval originálními fragmenty fresek, které byly zajištěny během archeologických průzkumů. Druhý se potom věnoval kopírování nástěných maleb z kostelů, které již byly zničeny. V roce 1965 se soustředila na fresky kláštera Sopoćani a v roce 1969 potom kláštera Sisojevci. Podílela se na záchranných pracích na chrámech sv. Spasa v Prizrenu a Bohorodice Ljevišské tamtéž. Pro Galerii fresek vytvořila celkem 155 inventárních položek, což je okolé 20 % celkového fondu a zkopírovala přes 1000 m2 plochy fresek. Vytvořila také kopii tzv. Esfigmenské charty. Podílela se také na restaurování fresek v kapli sv. Petky v Bělehradě.
V roce 1967 se podílela na výstavě fresek pro pavilon Jugoslávie na výstavě EXPO v Montréalu. V roce 1968 vystudovala i na Akademii výtvarných umění v Praze u profesora Bohuslava Slánského. Poté získala pozici komisařky pro ochranu památek.
Pod vedením Zdenky Živković působila i škola starých malířských technik při klášteru Sopoćani, kterou založila v roce 1976 a které se účastnil velký počet jugoslávských i zahraničních umělců. 
Byla také jedním z iniciátorů, organizátorů a zakladatelů Společnosti restaurátorů Srbska (srbsky Društvo konzervatora Srbije). Cenu od něj získala v roce 1982. Od Společnosti výtvarných umělců užitého umění a designérů Srbska (ULUPUDS) získala ocenění za celoživotní práci roku 1987.
Díky komplexní dokumentaci jejích děl se zaznamenala podoba řady interiérů pravoslavných kostelů v Kosovu před válkou v roce 1999 i nepokoji v roce 2004, kdy byly četné fresky zničeny.
Přednášela o uvedené problematice často v Praze, Záhřebu, Skopji ale i v Nashville v USA. Svoji práci představila na celé řadě výstav, např. v Bělehradu, Novém Sadu i jinde po světě. V roce 1994 vystavovala v Pedagogickém muzeu v Bělehradě o kopírování fresek apod. Odborné práci se věnovala až do roku 2004, kdy ji v tomto omezily zdravotní okolnosti, především komplikace se zrakem. 
Zemřela v roce 2011 v Bělehradě, pohřbena je na tamním Novém hřbitově.

## Činnost v krajanských spolcích
Hned po druhé světové válce se věnovala činnosti českých organizací na území tehdejší Jugoslávie, např. Klubu československé mládeže. Po roce 1948 vlivem politických změn nicméně význam těchto organizací poklesl a Živković se více věnovala své odborné práci. Teprve až v roce 1985 se stala opět členem České besedy, resp. Kulturně-osvětové společnosti Čechů a Slováků v Bělehradě. O fungování organizace se zasazovala také v těžké atmosféře 90. let 20. století v tehdejší Jugoslávii. V roce 2002 zorganizovala výstavu na téma působení Masarykovy školy v Bělehradě mezi dvěma válkami. Roku 2008 byla zvolena čestnou předsedkyní České besedy Bělehad.

## Rodina
S manželem Branislavem Živkovićem, který byl rovněž restaurátor fresek měla dva syny; Jana a Gorana.

## Ocenění
- Ocenění Společnosti restaurátorů Srbska (1982)
- Ocenění ULUPUDS za životní dílo (1987)[11]
- Medaile Svazu společností resturátorů Jugoslávie. [12]